# Juin 1792

## Événements

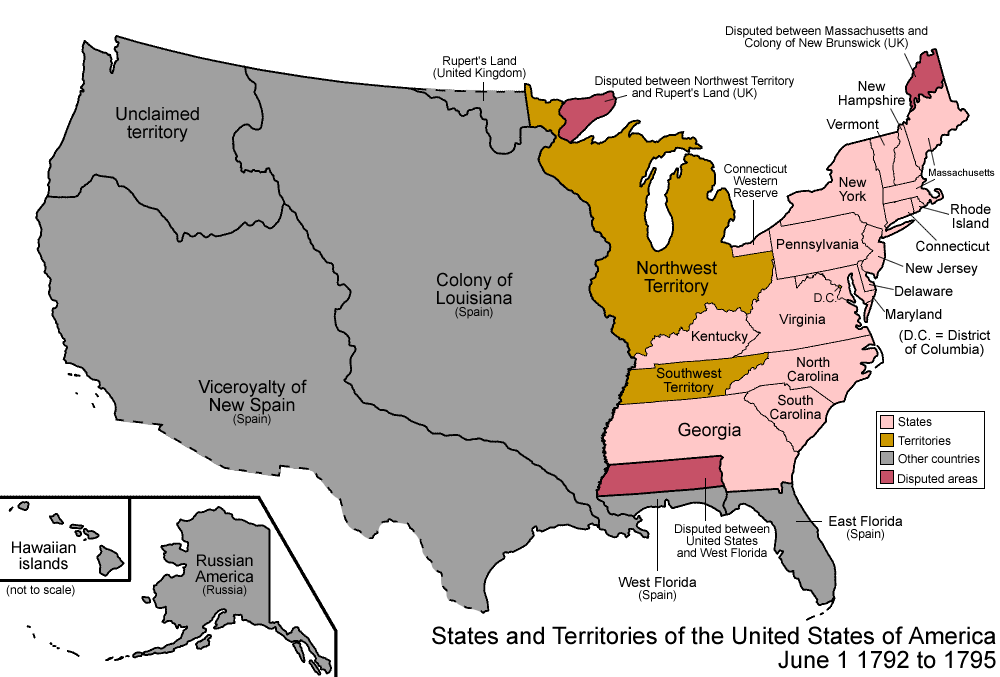
1 juin 1792 - 1795

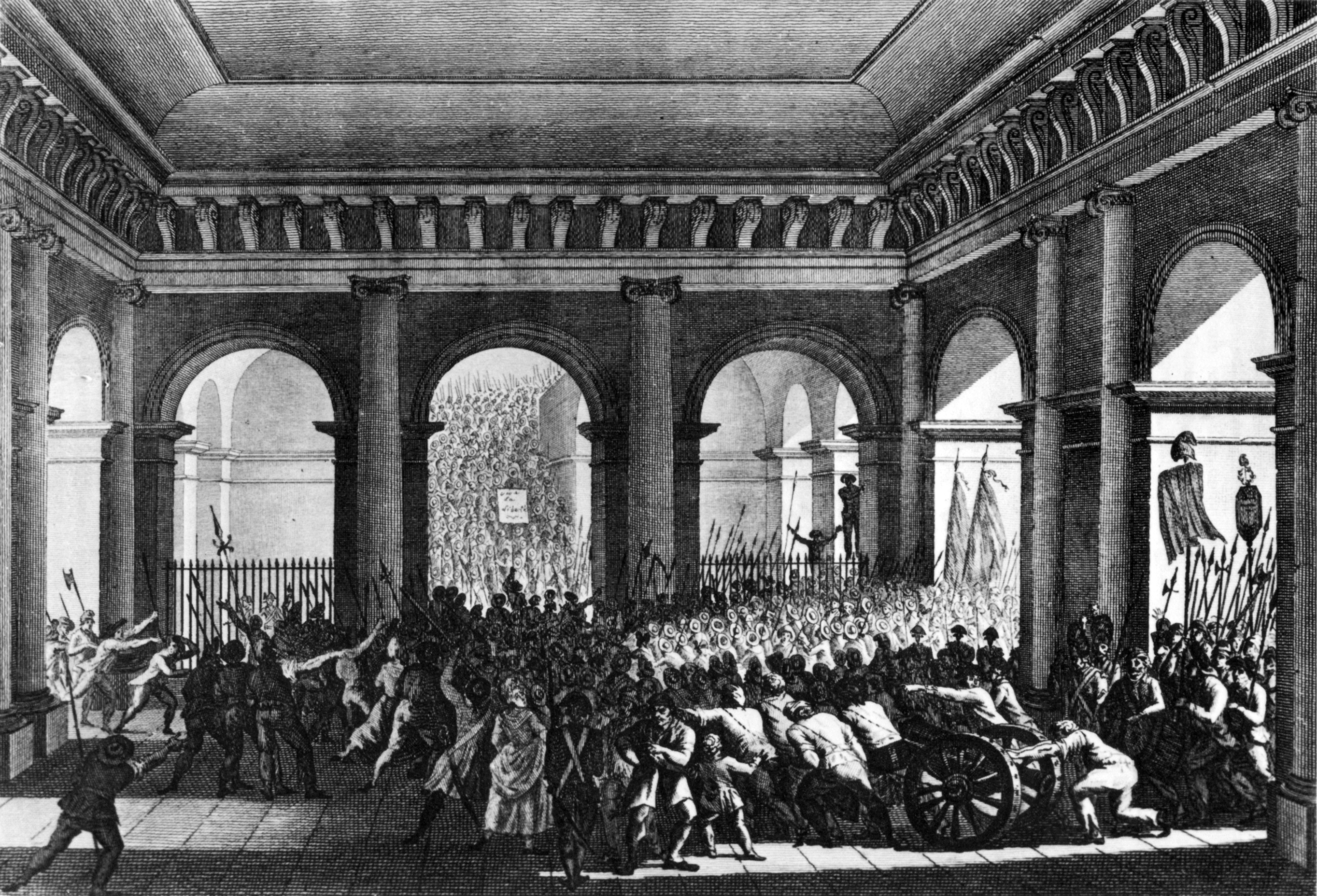
Le peuple entrant au château des Tuileries 20 juin 1792 par Jan Bulthuis,
musée de la Révolution française.

- 1er juin : les comtés occidentaux de la Virginie situés au-delà des Appalaches en sont séparés et deviennent le Kentucky, quinzième État des États-Unis, après avoir ratifié la Constitution des États-Unis d'Amérique[1].
- 4 juin, France : veto royal au décret déportant les prêtres réfractaires.
- 5 juin : François II est élu roi des Romains puis couronné empereur le 14 juillet[2].
- 6 juin : François II est couronné roi de Hongrie[2].
- 8 juin, France : décret sur la formation d'un camp de gardes nationaux des provinces, fédérés entre eux, à Soissons, pour défendre Paris.
- 11 juin, France :
  - veto royal au décret organisant la levée de 20 000 fédérés.
  - Combat de La Glisuelle.
- 11 juin - 27 juin : premières élections de l’histoire des Québécois[3].
- 12 juin, France : Jean Duprat, négociant en soies, soupçonné d’avoir participé aux massacres de la Glacière, est élu maire d'Avignon.
- 13 juin, France : avec son Conseil, le roi pousse le ministère brissotin à la démission. Le nouveau ministère est composé de Feuillants.
- 15 juin, France : démission de Dumouriez.
- 20 juin, France : journée du 20 juin (Legendre, Santerre, Fournier), manifestation organisée par les 48 sections parisiennes : la foule parisienne des faubourgs envahit les Tuileries, réclame le retour des ministres brissotins et l'acceptation de plusieurs décrets dont le roi a mis son veto. Le roi est coiffé du bonnet rouge, mais ne cède pas. L’événement provoque un mouvement de réaction à Paris (restriction du droit de pétition, reprise en main de la garde nationale) et en province.
- 28 juin, France : devant l'Assemblée, La Fayette demande des poursuites contre les factieux, et une solution définitive aux problèmes intérieurs pour permettre à l'armée de combattre l'esprit libre.

## Naissances
- 11 juin :
  - Maximilien Dubois-Descours de la Maisonfort, général de division français († 25 mars 1848) ;
  - Girolamo Segato (mort en 1836), cartographe, naturaliste et égyptologue italien.

## Décès
- 7 juin : Reuben Burrow (né en 1747), mathématicien et orientaliste anglais.
- 22 juin : Mohamed ibn Abd al-Wahhab (né à Uyaina dans le Nedjd en 1703), fondateur du wahhabisme. Il prêche un islam annoncé comme pur, fondé sur le retour aux pratiques du début de l’islam, et débarrassé de toutes les innovations postérieures. Il s’élève contre le relâchement des mœurs, la décoration des mosquées et le culte des saints. Ses adeptes se nomment eux-mêmes les « unitaires » (al muwahhidun).